# Abdullah Ihsan Kamil

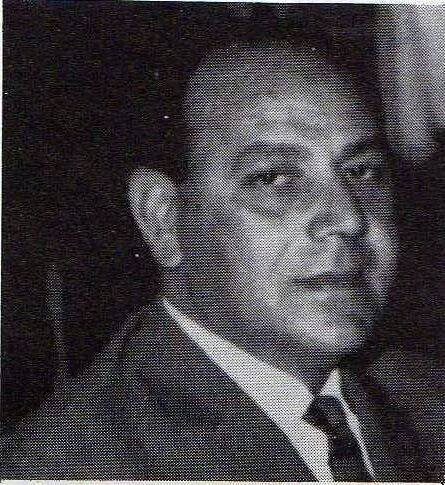
Abdullah Ihsan Kamil (Aufnahmedatum unbekannt)

Abdullah Ihsan Kamil (arabisch عبد الله إحسان كامل, DMG ʿAbd Allāh Iḥsān Kāmil; geboren 1919; gestorben 1984) war ein irakischer Architekt der Moderne.

## Leben
Kamil studierte Architektur an der University of Liverpool und an der Harvard University in Cambridge. Nach seiner Rückkehr nach Bagdad arbeitete er von 1943 bis 1949 bei der Irakischen Eisenbahn. 1954 bis 1984 war er Lehrbeauftragter und später Assistenzprofessor an der Fakultät für Architektur der Universität Bagdad. 1959 bis 1984 war er Mitglied im Bürgermeisteramt von Bagdad. Kamil gründete mit Rifat Chadirji und Ihsan Sherzad 1952 oder 1953 das Architektur- und Ingenieurbüro Iraq Consult (IQC), in dem er bis 1965 arbeitete.

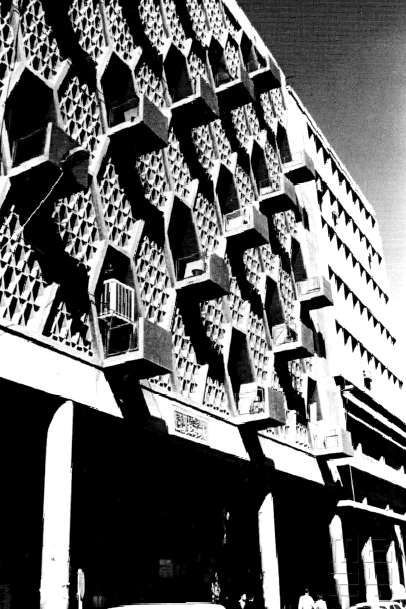
Khan-Al-Pasha-Gebäude von 1957

## Werke (Auswahl)
- 1955 (mit Rifat Chadirji): Abboud-Gebäude[3]
- 1957: Khan-Al-Pasha-Gebäude in Bagdad[4]
- 1957 (mit Qahtan Al-Madfai): Hypothekenbank in Bagdad[5]
- 1962: National Museum of Art (Gulbenkian Gallery) in Bagdad[6]